# Siø
Siø es una pequeña isla de Dinamarca, ubicada entre Tåsinge y Langeland, perteneciente al municipio de esta última isla.
La isla ocupa una superficie de 1,3 km² y alberga una población de solo 16 habitantes en 2014.
Se ha extendido desde 1681 mediante diques, absorbiendo a las antiguas islas de Skovø y Store Fugleø, y desde 1962 está conectada al exterior por el puente de Langeland.
La ganadería porcina es la principal actividad económica de la isla.